# Madolyn Smith Osborne
Madolyn Smith (ur. 1 stycznia 1957 w Albuquerque w stanie Nowy Meksyk) – amerykańska aktorka.
Największe sukcesy odniosła w latach 80. Wystąpiła wówczas m.in. u boku Toma Berengera w popularnym serialu Jeśli nadejdzie jutro (1986), a także z Chevym Chase’em w ostatnim filmie George’a Roya Hilla, komedii Rozkoszny domek (1988). W latach 90. nie kontynuowała aktorskiej kariery.

## Życie prywatne
Madolyn od 1988 jest żoną amerykańskiego hokeisty, gracza NHL Marka Osborne’a. Mają dwie córki: Abigail (ur. 1997) i Elizę (ur. 2000). Obecnie używa podwójnego nazwiska Smith Osborne.

## Filmografia
- Miejski kowboj (1980) jako Pam
- Pray TV (1982) jako Liz Oakes
- Kulisy morderstwa (1982) jako Karen Daniels
- Zdrówko (1982-93; serial TV) jako dr Sheila Rydell (gościnnie)
- Druga kobieta (1983) jako Cindy Barnes
- Sadat (1983) jako Jihan Sadat
- Ernie Kovacs (1984) jako Dorothy Kovacs
- Dwoje we mnie (1984) jako Peggy Schuyler
- 2010: Odyseja kosmiczna (1984) jako Caroline Floyd
- Jeśli nadejdzie jutro (1986; serial TV) jako Tracy Whitney
- Gość (1987) jako dziewczyna
- Rozkoszny domek (1988; znany także pod tytułem Wesoły domek) jako Elizabeth Farmer
- Zabić Hitlera (1990) jako Nina von Stauffenberg
- Róża i szakal (1990) jako Rose Greenhow
- Wspaniały Louis (1991) jako Naomi Bensinger
- Na południe (1994-98; serial TV) jako Mackenzie King (gościnnie)